# Josef Klíma
Josef Klíma (* 19. března 1951 Praha) je český novinář, spisovatel a televizní reportér, jeden ze zakladatelů české investigativní žurnalistiky.

## Životopis
Vystudoval Gymnázium Oty Pavla v Radotíně a Fakultu žurnalistiky Univerzity Karlovy.
Spoluzakládal týdeník Reflex, v letech 1990–1992 byl jeho šéfreportérem, spoluzakládal také české televizní investigativní pořady Na vlastní oči, Soukromá dramata a v letech 2014–2018 moderoval pořad Očima Josefa Klímy. V červenci roku 2018 bylo oznámeno, že přechází na Televizi Seznam. Natočil více než 400 televizních reportáží. Dvanáct let psal sloupky do Lidových novin – do rubriky s názvem Poslední slovo. Pořádá přednášky pro středoškoláky a učně na téma kriminality mládeže po celé republice.
Vydal CD Na vlastní uši (1999, autor hudby i textů), koncertuje s triem Na vlastní uši band.
Je nositelem novinářské Ceny Ferdinanda Peroutky (2006) a Ceny Jana Beneše (2009). Získal pět ocenění TýTý za osobnost televizní publicistiky, jedno jako absolutní vítěz.
Od roku 1970 je ženatý s Janou Klímovou, má dvě děti, Kryštofa (1977) a Kristýnu (1981).

### Bibliografie

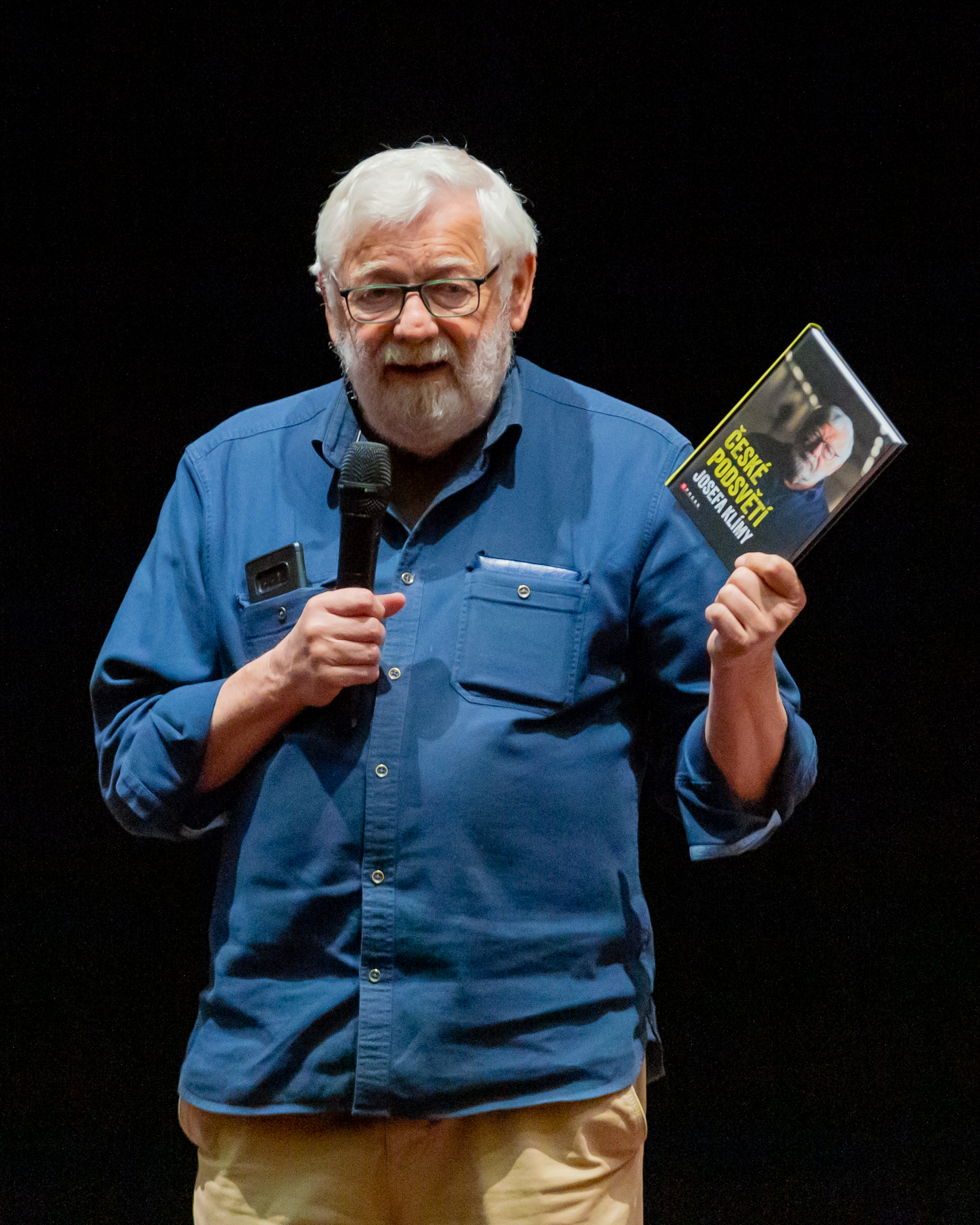
Josef Klíma se svou knihou (2025)

## Dílo

### Televizní scénáře
- Rána z milosti (2006 ČT), film o symbióze policisty a mafiána, která se změní v bumerang (cena Elza)
- Vlna (2008 ČT), triptych o záměně identity při smrtonosné tsunami
- Svědomí Denisy Klánové (2009 ČT), o beztrestnosti delikventních dětí (Cena Elza)
- Expozitura (2009 Nova - spoluautor Janek Kroupa), šestnáctidílný seriál na motivy Berdychova gangu
- Vetřelci a lovci (2009 ČT Brno), třídílný thriller
- Jsi mrtvej, tak nebreč (2010 ČT), dvojdílný psychothriller
- Reportérka (2012 ČT), triptych
- Atentát (2016, Nova), osmnáctidílný thriller